# Eslam Moussad Seria
Eslam Moussad Seria (* 20. Februar 1991) ist ein ägyptischer Hammerwerfer.

## Sportliche Laufbahn
Erste internationale Erfahrungen sammele Eslam Moussad Seria 2018 bei den Afrikameisterschaften in Asaba, bei denen er  mit einer Weite von 70,32 m die Silbermedaille hinter seinem Landsmann Mostafa el-Gamel gewann. Im Jahr darauf gewann er bei den Arabischen Meisterschaften in Kairo mit 72,14 m die Bronzemedaille hinter dem Kuwaiter Ali Mohamed al-Zankawi und seinem Landsmann Alaa el-Ashry. Auch bei den anschließenden Afrikaspielen in Rabat gewann er mit 71,36 m die Bronzemedaille hinter seinen Landsleuten el-Gamel und el-Ashry.